# Elizabeth Montfort
Pour les articles homonymes, voir Montfort.
Elizabeth Montfort, née le 29 juin 1954 à Nantes (Loire-Atlantique), est une essayiste et femme politique française.

## Biographie
Diplômée en droit et philosophie, elle est juriste de profession.
Elle est membre du conseil d'orientation de l'Institut Thomas More.

### Détail des fonctions et des mandats
Mandats locaux
- depuis 2014 : adjointe au maire de Riom chargée de l’attractivité du territoire et de la communication.

- 1998 - 2004 : vice-présidente du conseil régional d'Auvergne

Mandat parlementaire
- 20 juillet 1999 - 19 juillet 2004 : députée européenne

Élue conseillère municipale de Riom en 1995, Elizabeth Montfort devient vice-présidente du conseil régional d'Auvergne en 1998 et députée européenne sur la liste Pasqua-Villiers en 1999. Au Parlement européen, elle siège au sein du groupe Parti populaire européen. Elle est membre de la commission Industrie et Recherche. Elle est rapporteur du programme pluri-annuel pour l'entreprise et elle suit le programme REACh.

## Prises de position
Qualifiée par Samuel Laurent du Monde de « figure des catholiques traditionalistes proche de l'Opus Dei et adversaire déclarée du "lobby du gender" », elle est une ancienne du parti MPF de Philippe de Villiers.
Elle préside l'association Alliance pour un Nouveau féminisme européen, qui « a pour but de lutter contre les théories du genre en Europe ». 
En 2013, elle est porte parole de La Manif pour Tous et elle a siégé au conseil d’administration de la Fondation de service politique.
En 2016, elle s'engage lors de la primaire de la droite et du centre derrière François Fillon. D'abord coordinatrice départementale pendant les primaires, elle est par la suite coordinatrice opérationnelle pour le département du Puy-de-Dôme lors de l'élection présidentielle. 

## Ouvrages
- 2011 : Le Genre démasqué
- 2012 : Le Genre en questions
- 2013 : De la théorie du genre au mariage de même sexe…, éditions Peuple libre, 127 pages.
- 2021 : Charles et Zita de Habsbourg, Artège.